# Rogna
Rogna är en kommun i departementet Jura i regionen Bourgogne-Franche-Comté i östra Frankrike. Kommunen ligger i kantonen Les Bouchoux som tillhör arrondissementet Saint-Claude. År 2022 hade Rogna 236 invånare.

## Befolkningsutveckling
Antalet invånare i kommunen Rogna
Referens:INSEE